# Strebla diphyllae
Strebla diphyllae är en tvåvingeart som beskrevs av Wenzel 1966. Strebla diphyllae ingår i släktet Strebla och familjen lusflugor. Inga underarter finns listade i Catalogue of Life.